# Organy Wilhelma Sauera w kościele parafialnym pw. św. Apostołów Piotra i Pawła w Bydgoszczy
Organy Wilhelma Sauera w kościele parafialnym pw. św. Apostołów Piotra i Pawła w Bydgoszczy – mechaniczny instrument posiadający trzy manuały i pedał, trakturę mechaniczną, wiatrownice stożkowe oraz 42 głosy.

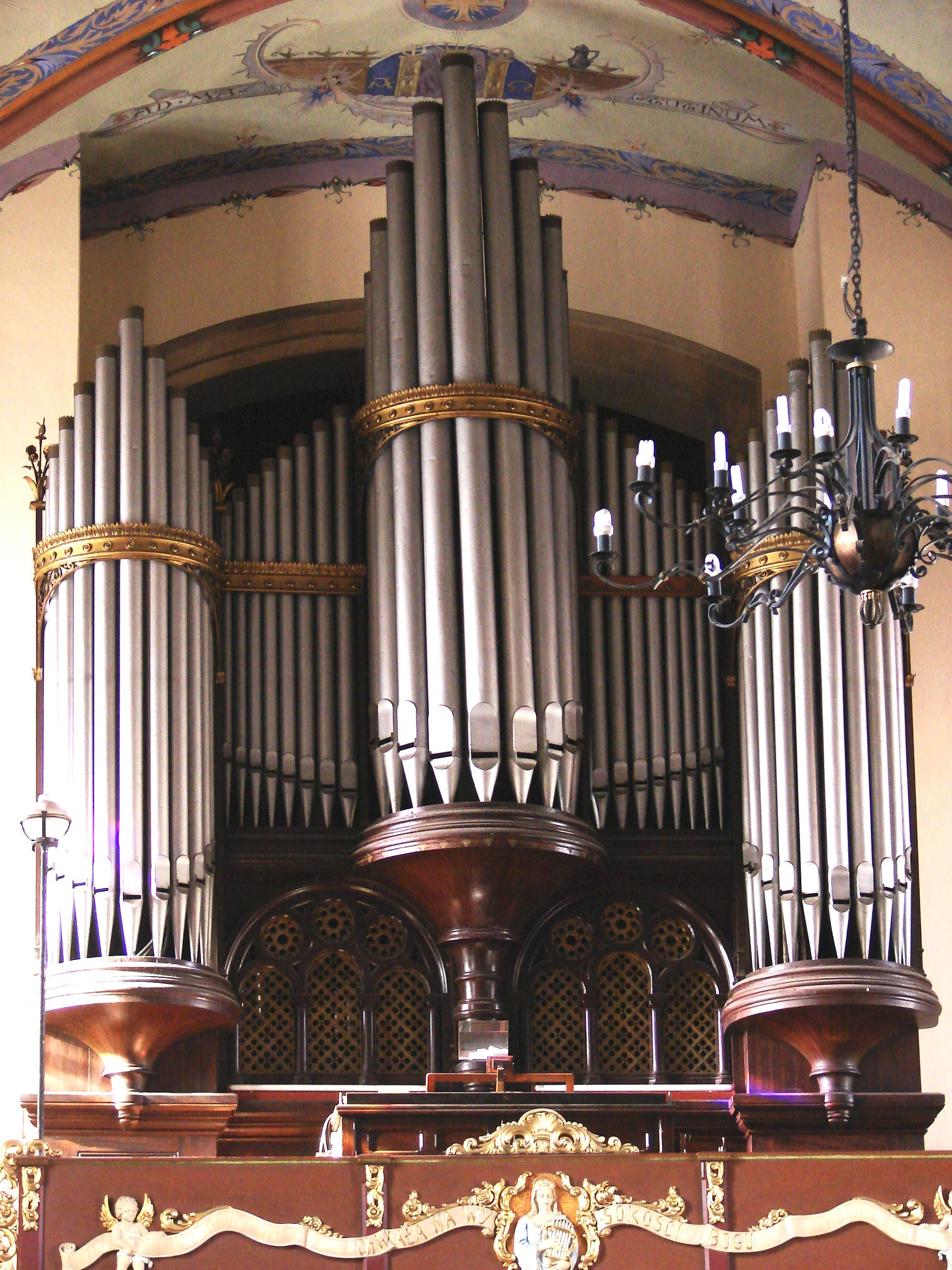
Prospekt instrumentu

## Historia
Obecnie istniejący kościół parafialny pw. św. Apostołów Piotra i Pawła został zbudowany w latach 1872-1876, według projektu berlińskiego architekta Fryderyka Adlera, dla niemieckiej gminy Ewangelicko-Unijnej. Rok po zakończeniu budowy kościół wyposażono w duże, liczące 42 głosy, organy, wykonane przez renomowaną firmę organmistrzowską Wilhelma Sauera z Frankfurtu nad Odrą.
Podczas I wojny światowej skonfiskowano na cele wojenne cynowe piszczałki prospektowe, zastępując je obecnymi, wykonanymi z blachy cynkowej.
Podczas działań II wojny światowej, w styczniu 1945 roku, uszkodzony został kościół wraz z jego wyposażeniem. Ucierpiały organy, które zaraz po wojnie naprawiała firma Krukowskiego z Piotrkowa Trybunalskiego. Później instrumentem zajmowali się bydgoscy organmistrzowie – Józef Sobiechowski i Kazimierz Urbański.
16 października 2007 roku organy zostały wpisane do rejestru zabytków województwa kujawsko-pomorskiego.

## Opis organów

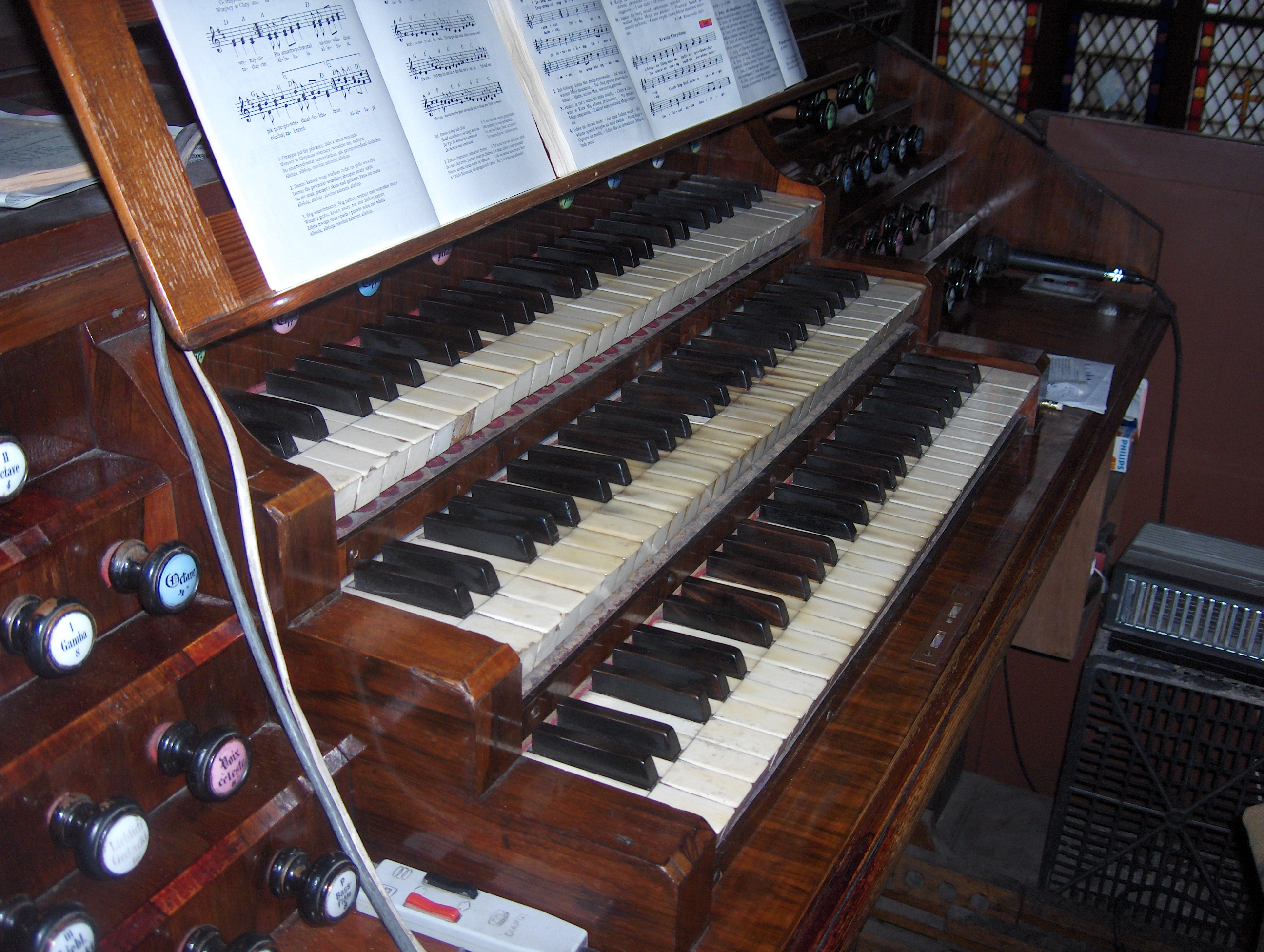
Stół gry

Instrument znajduje się na drewnianym chórze muzycznym. Zespół piszczałek umieszczony został w pomieszczeniu wieżowym otwartym do wnętrza kościoła łukiem odcinkowym. Do zachodniej ściany kościoła przylega prospekt organów, a w pomieszczeniu za instrumentem znajduje się ośmiokomorowy miech skrzyniowy. Stół gry ustawiony został na podwyższeniu przed prospektem. Organista siedzi zwrócony twarzą do ołtarza.
Prospekt organów składa się z trzech wież, połączonych płaskimi polami piszczałkowymi. Cokół instrumentu, ukształtowany został w formie neoromańskiej, a jego częścią są dwa, rzeźbione przeźrocza w formie rozbudowanych triforiów.
Wnętrze instrumentu składa się z trzech poziomów. Na pierwszym znajdują się abstrakty traktury mechanicznej. Tuż za prospektem, na drugim i trzecim poziomie, rozmieszczone są piszczałki drugiego manuału - hauptwerku. W głębi szafy, również na drugim i trzecim poziomie, znajduje się sekcja trzeciego manuału - oberwerku. W szafie ekspresyjnej położonej we wnętrzu instrumentu zamknięte są piszczałki żaluzjowego pierwszego manuału. Za zespołem wiatrownic manuałowych umieszczone są piszczałki sekcji pedałowej.
Organy mają następującą dyspozycję:
| Manual I (Schwellwerk) | Manual II (Hauptwerk) | Manual III (Oberwerk) | Pedal |
| Geigen principal 8' Aeoline 8' Liebl. Gedackt 8' Liebl. Gedackt 16' Voix celeste 8' Trawers flöte 4' Fugara 4' Schalmei 8' Tremolo | Principal 16' Quintatön 16' Principal 8' Doppelflöte 8' Gemshorn 4' (faktycznie rejestr 8') Gamba 8' Octave 4' Spitzflöte 4' Rauschquinte 22/3′ Mixtur 3-5 fach Cornett 4 fach Progress. harmon. 2-3 fach Trompete 8' | Principal 8' Bourdon 16' Salicional 8' Rohrflöte 8' Gedeckt 8' Octave 4' Flute octaviante 4' Nassard 22/3′ Piccolo 2' Progressio 2-5 fach Klarinette 8' | Major Bass 32' Octavbass 8' (faktycznie 16') Portunal 8' (16' smyczkujący) Subbas 16' Violoncello 8' Bass flöte 8' Principal 8' Octave 4' Posaune 16' Trompete 8' |

Połączenia: 
- Manual coppel (III/II)
- Manual coppel (I/II)
- Pedal coppel (II/P)
- Colectiv pedal (I)
- Colectiv pedal (II)
- Colectiv pedal (III)
- Colectiv pedal (P)
- Colectiv schweller (wałek crescendowy)
- Żaluzja (2 pozycje – zamknięta i otwarta)

## Stan obecny
Obecnie instrument wymaga kapitalnego remontu. Koszt prac przekracza możliwości parafii. Z inicjatywy Towarzystwa Miłośników Miasta Bydgoszczy rozpoczęła się akcja społeczna Ratujemy organy mająca na celu zebranie funduszy na renowacje organów Sauera.